# Erich von dem Bach-Zelewski
Erich Julius Eberhard von Zelewski ou Erich von dem Bach-Zelewski (1 de março de 1899 - 8 de março de 1972) foi um membro da Schutzstaffel, onde ocupou o cargo de SS-Obergruppenführer. Também foi chefe da polícia anti-partisans e participou de diversas atrocidades, como, por exemplo, comandando as represálias após o Revolta de Varsóvia de 1944.
Apesar de sua responsabilidade em muitos crimes de guerra e contra a humanidade, Bach-Zelewski não foi indiciado formalmente nos Julgamentos de Nuremberg, servindo, ao invés disso, como testemunha da acusação. Mais tarde, foi condenado por assassinatos políticos cometidos antes da guerra e encarcerado, vindo a morrer na prisão em 1972.